# Evolutionens barn
Evolutionens barn är ett svenskt rollspel som utkom 2010, skrivet av Mikael Bergström. Spelet utspelar sig i en cyberpunkvärld inspirerad av japansk anime, till exempel Ghost in the Shell, Akira och Bubblegum Crisis.
Spelet är tryckt via Print-on-Demandteknik och säljs enligt en kostnadsmodell där köparen själv avgör priset. Det finns dock ett minimum i form av tryckkostnaden. Spelet är släppt via Creative Commons-licens och finns tillgängligt som gratis-PDF.

## Mottagande
Evolutionens barn har fått ett ganska blandat mottagande. Bland svenska indiebloggare syns bland annat Wilhelm Person som menar att spelet är bra, men jobbigt att spelleda. Indierummet nordnordost var mer entusiastiska och skrev att de "verkligen gillar" spelet.
När spelet recenserades i Fenix beskrevs det mer ljummet som att det var "på rätt väg, men det är inte riktigt framme än." och fick 12/20. På moment223.se menade man att spelet lämpar sig dåligt för passiva spelare.